# Koolhoven F.K.59
Il Koolhoven F.K.59 era un idrovolante bimotore da ricognizione marittima sviluppato dall'azienda aeronautica olandese Koolhoven nella seconda metà degli anni trenta del XX secolo, e rimasto allo stadio di mockup.

## Storia del progetto
Dopo la metà degli anni trenta del XX secolo molti paesi con accesso al mare, cercarono di dotarsi di idrovolanti da ricognizione marittima ed aerosiluramento per controllare le vie di accesso marittime. Particolare attenzione fu dedicata agli idrovolanti in questa categoria, perché, a differenza del classico bombardiere erano in grado di operare direttamente dalle acque marine o lacustri, e non dipendevano da basi terrestri.
Anche negli impianti olandesi della Koolhoven nel 1937 l'ufficio tecnico iniziò a progettare un velivolo di questo tipo, sperando di suscitare l'interesse di alcune delle aviazioni dei paesi più piccoli, come il Portogallo, la Norvegia e la Svezia.

## Descrizione tecnica
Idrovolante da ricognizione, monoplano, bimotore di costruzione mista, spinto da due motori stellari Bristol Mercury XV a 9 cilindri raffreddati ad aria posizionati in gondole alari, eroganti la potenza di 1 050 hp a 2 750 giri/minuto, ed azionanti eliche tripala metalliche. La salita a 7 924 m avveniva in 12 minuti 2 secondi. Due galleggianti, del tipo statunitense Edo, erano collocati tra lo scafo e le ali. A seconda del personale previsto, l'equipaggio poteva variare da tre o quattro persone. La carlinga era riccamente dotata di vetri per consentire una migliore osservazione ai componenti dell'equipaggio. Quest'ultimo posizionato nello scafo prevedeva nella parte anteriore l'osservatore (che agiva anche nel ruolo di navigatore e bombardiere), poi il pilota in mezzo, ed infine il radiotelegrafista/mitragliere. In fondo, nella parte centrale della fusoliera, vi era il vano bombe, che conteneva bombe di profondità antisommergibili o un siluro aereo da 600 o 800 kg.

## Impiego operativo
Nel 1938 fu costruito mockup in legno di una parte dell'F.K.59, composto da circa 2/3 della fusoliera, dalla cabina dell'equipaggio con la stiva bombe, un pezzo centrale dell'ala sinistra con mezza gondola motore e il galleggiante di sinistra. Nello stesso anno le delegazioni delle aviazioni navali di Norvegia e Svezia visionarono il mockup, ma non vi fu alcuna stipula di contratti per l'esportazione, in quanto le due nazioni gli preferirono l'Heinkel He 115, così come il Portogallo. Sempre nel corso del 1938 la Marine Luchtvaartdienst (MLD) olandese si interessò all'acquisto di una simile categoria di idrovolanti con cui sostituire gli obsoleti Fokker T.IV.  Tuttavia, nel 1939, la MLD scelse di acquistare il progetto  dell'idrovolante bimotore Fokker T.VIIIW e così, senza altri sviluppi, il progetto dell'idrovolante F.K.59 fu abbandonato.

### Annotazioni
1. ↑  Infatti la Fokker era da  molti anni la principale ditta fornitrice di aerei per la Marine Luchtvaartdienst (MLD).

### Fonti
1. 1 2 3 4 5 6  Flight n.1626, 22 February 1940, p. 180.
2. 1 2 3 4 5 6  Den Ouden.
3. 1 2 3 4 5 6 7 8 9  Theo Wesselink, Thijs Postma, Koolhoven. Nederlands vliegtuigbouwer in de schaduw van Fokker, Unieboek BV, Bussum, 1981.

### Periodici
- (EN) Hundred Octane, in Flight, n. 1626, London, 22 February 1040,  p. 180.